# ナリチク
ナリチク（ロシア語、カラチャイ・バルカル語: Нальчик, カバルド語: Налшык, ラテン文字転写：Nalchik）はロシア連邦に属するカバルダ・バルカル共和国の首都。人口は24万7054人（2021年）。エルブルス山への玄関口として観光業も盛ん。療養施設なども多い。

## 位置
大コーカサス山脈の北麓に位置し、ナリチク川に臨む。
- 北緯 43,50°
- 東経 43,62°
- 標高 432m

## 歴史
ナリチクはロシア帝国のカフカス進出の拠点として1818年に建設された。ソビエト連邦成立後の1921年に都市として登録され、ロシア・ソビエト連邦社会主義共和国内のカバルダ・バルカル自治州の州都となった。同自治州は1936年にカバルダ・バルカル自治共和国となり、ナリチクは引き続き同地域の行政中心地となった。第二次世界大戦（独ソ戦）中の1942年10月28日にはナチス・ドイツのブラウ作戦によりドイツ国防軍とルーマニア軍によって占領されたが、翌1943年1月3日にソ連軍（赤軍）により奪回された。
1991年にソビエト連邦が崩壊すると、ナリチクはロシア連邦の構成単位であるカバルダ・バルカル共和国の首都となった。1990年代のチェチェン紛争の結果、多くのチェチェン人難民が流入した。2005年1月末にはナリチク市内の住宅に立てこもったイスラム武装勢力が治安部隊によって殺害された。

## 文化
ロシアサッカー・プレミアリーグ所属のサッカークラブ、スパルタク・ナリチクが本拠地を置いている。

## 交通
郊外にナリチク国際空港、市内にはトロリーバス（ナリチク・トロリーバス）がある。

## 姉妹都市
- カイセリ、トルコ
- アンマン、ヨルダン
- リノ、アメリカ合衆国
- ウラジカフカス、ロシア